# James Barnhill
James Bernard Barnhill (* 5. Februar 1921; † 11. März 1966 in Waukesha, Wisconsin) war ein US-amerikanischer Schiedsrichter im American Football, der von der Saison 1960 bis 1966 in der AFL tätig war. Er trug die Uniform mit der Nummer 15.

## Karriere
Barnhill begann zur Gründung der AFL im Jahr 1960 seine Laufbahn als Hauptschiedsrichter.
Er leitete das erste Championship Game in der AFL-Geschichte, das am 1. Januar 1961 zwischen den Houston Oilers und den Los Angeles Chargers im Robertson Stadium, Houston, ausgetragen wurde.